# يفغيني سيمينينكو
يفغيني ستانيسلافوفيتش سيمينينكو (الروسية: Евгений Станиславович Семененко، IPA: [jɪvˈɡʲenʲɪj sʲɪmʲɪˈnʲenkə]؛ من مواليد 26 يوليو 2003) متزلج فني روسي حائز على الميدالية البرونزية في سكيت كندا لعام 2021 والبطل الوطني الروسي لعام 2023. احتل المركز الثامن في بطولة العالم 2021. كان أفضل نتيجة لروسيا في دورة الألعاب الأولمبية الشتوية 2022، حيث احتل المركز الثامن في جميع أنحاء العالم. على مستوى الناشئين، فهو البطل الوطني الروسي للناشئين لعام 2021.

## نشأته
بدأ يفغيني التزلج عندما كان عمره 5 سنوات. في سن الثامنة، انضم إيفجيني إلى فريق أليكسي ميشين وتاتيانا ميشينا.
تخرج من المدرسة الثانوية بمرتبة الشرف في عام 2021 ويدرس في كلية الطب في جامعة بافلوف الطبية الحكومية الأولى في سانت بطرسبرغ منذ ذلك الحين.

## روابط خارجية
- يفغيني سيمينينكو في الاتحاد الدولي للتزلج
- يفغيني سيمينينكو في اللجنة الأولمبية الدولية
- يفغيني سيمينينكو على إنستغرام
- يفغيني سيمينينكو في موقع أوليمبيديا